# Granite City
Granite City é uma cidade localizada no estado americano de Illinois, no Condado de Madison.

## Demografia
Segundo o censo americano de 2000, a sua população era de 31.301 habitantes.
Em 2006, foi estimada uma população de 30.593, um decréscimo de 708 (-2.3%).

## Geografia
De acordo com o United States Census Bureau tem uma área de
44,5 km², dos quais 43,2 km² cobertos por terra e 1,3 km² cobertos por água. Granite City localiza-se a aproximadamente 126 m acima do nível do mar.

## Localidades na vizinhança
O diagrama seguinte representa as localidades num raio de 8 km ao redor de Granite City.